# Déesse de la Démocratie (San Francisco)
La Déesse de la Démocratie est une réplique de la statue originale de la Déesse de la Démocratie créée lors des manifestations de la place Tiananmen en 1989. 

## Lieu
Elle est installée dans le quartier chinois de San Francisco, dans l'État américain de Californie. La sculpture se dresse sur la place Portsmouth.